# Orknejské hrabství
Orknejské hrabství (anglicky Earldom of Orkney) je oficiální správní a politický celek na Orknejských a Shetlandských ostrovech včetně přilehlého pobřeží Británie, v období 9. a 10. století zahrnoval také hrabství Caithness a Sutherland. Původně se jednalo o léno středověkého Norského království, kdy Orknejím vládli vikingové s jarlem v čele. Norští osadníci nahradili starší populaci Piktů v 9. století. V 15. století přešlo hrabství pod nadvládu Skotska. Později, při třetím zformování tohoto celku, se upustilo od severského titulu jarla, kterého nahradila jeho obdoba earl (česky hrabě). Po celou dobu byl titul vládce předáván dědičně.

## Historie

### Starší osídlení
Obyvateli doby železné byli Piktové. Jejich přítomnost dokazují dochované podzemní domy a tzv. brochy (kulaté věže). Piktové se na ostrovech udrželi až do 9. století, kdy byly vypuzeni Nory. Kolem roku 565 přijeli irští misionáři šířit křesťanství.

### Norští jarlové

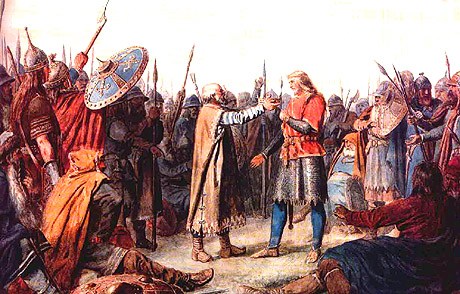
Olaf Tryggvason donutil Orkneje k přijetí křesťanství

Orkneje a Shetlandy čelily přílivu Norů ke konci 8. století a první poloviny 9. století. V této době byl na ostrovech, ve srovnání s přelidněným Norskem, dostatek úrodné půdy. Norové nahradili původní populaci, Pikty, a nahradili jejich jazyk starou norštinou. Průběh výměny populací je předmětem mnoha odlišných teorií, protože existuje jen velmi málo důkazů. Tyto teorie se pohybují od úplné genocidy po vzájemné sňatky a ovládnutí kultury díky početní převaze.
Vikingové si udělali z ostrovů základnu pro své pirátské výpravy (zaměřených bez rozdílu proti Norsku a ostrovům kolem Skotska). Harald I. v roce 875 přemohl piráty a připojil Orkneje a Shetlandy k Norsku.

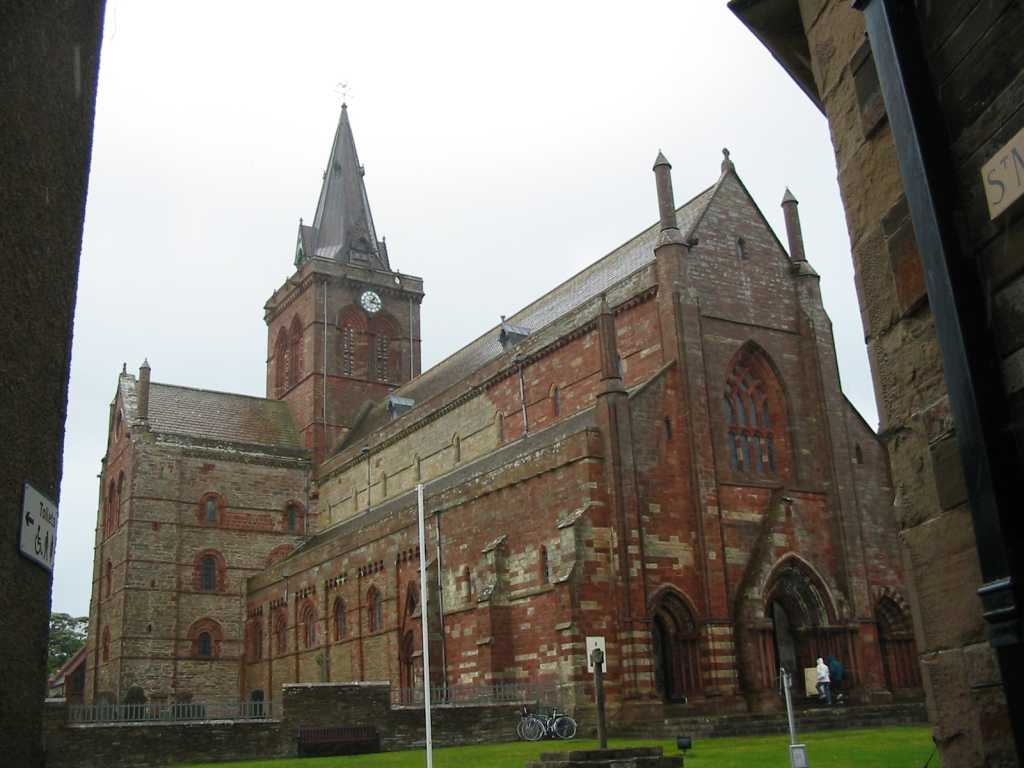
Katedrála svatého Magnuse v Kirkwallu

Ostrovy byly přivedeny ke křesťanství norským panovníkem Olafem Tryggvasonem v roce 995, když se na ostrovech zastavil cestou z Irska do Norska. Král povolal tehdejšího správce ostrovů, hraběte Sigurda, a poručil mu, aby se nechal pokřtít. Sigurd nechtěl, ale když král pohrozil, že zabije jeho syna Hvelpa, podřídil se. Ostrovy obdržely vlastního biskupa již kolem roku 1000. V letech 1153 až 1472 bylo biskupství podřízeno biskupu z Nidarosu (dnes Trondheim).
Mučednictví hraběte Magnuse vyústilo ve stavbu katedrály svatého Magnuse v Kirkwallu.

### Skotské hrabství

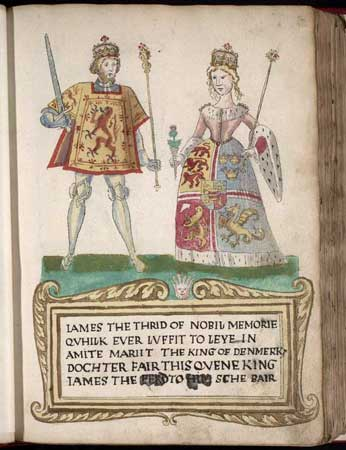
Jakub III. Skotský a Markéta Dánská, jejichž zasnoubení vedlo k přechodu Orknejí od Norska ke Skotsku

V roce 1468 byly Orkneje a Shetlandy zastaveny Kristiánem I., králem Dánska a Norska, jako záruka za věno jeho dcery Markéty, zasnoubené Jakubu III. ze Skotska. Věno nebylo nikdy vyplaceno a tak ostrovy propadly skotské koruně.

### Moderní Orkneje
Orkneje byly sídlem hlavní základny královského námořnictva na Scapa Flow, která hrála důležitou roli v obou světových válkách. Po uzavření příměří v roce 1918 byla celá německá námořní flota eskortována do Scapa Flow a měla tam být umístěno do doby, než se rozhodne o jejím dalším osudu. Němečtí námořníci ale všechny lodě úmyslně potopili. Většina lodí byla vyzvednuta, ale zbývající vraky jsou oblíbeným cílem rekreačních potápěčů. Na počátku 2. světové války byla bitevní loď HMS Royal Oak potopena německou ponorkou U 47 přímo ve Scapa Flow. Jako reakce na tento útok byly zbudovány bariéry, které uzavřely většinu přístupových kanálů. Cestovatelům přineslo toto opatření možnost cestovat mezi většinou ostrovů kolem Scapa Flow po silnici, místo spoléhání se na lodě.

## Symbolika

Neoficiální vlajka hrabství

znaky hrabat Orknejí:
Orknejská dynastie, součást Skotska
Sinclairové
Stuartové
Hamiltonové
rod St. John a obnovené hrabství v roce 1696